# Чемпіонат націй КОНКАКАФ 1967 (кваліфікація)
10 країн КОНКАКАФ подали заявки на участь в Чемпіонаті націй КОНКАКАФ 1967 року. Мексика (чинний чемпіон) і Гондурас (господар турніру) отримали путівки автоматично, решта 8 країн були розбиті на 2 відбіркові групи за географічною ознакою. Хоча групи розрізнялися за кількістю країн в них, але кожна група розігрувала по 2 путівки до фінального турніру.

## Група 1
Усі матчі проходили в Кінгстоні, Ямайка.
| М | Збірна            | О | І | В | Н | П | ГЗ | ГП | РГ |
| - | ----------------- | - | - | - | - | - | -- | -- | -- |
| 1 | Гаїті             | 7 | 4 | 3 | 1 | 0 | 7  | 3  | +4 |
| 2 | Тринідад і Тобаго | 5 | 4 | 2 | 1 | 1 | 7  | 7  | 0  |
| 3 | Ямайка            | 4 | 4 | 1 | 2 | 1 | 4  | 4  | 0  |
| 4 | Куба              | 2 | 4 | 0 | 2 | 2 | 5  | 7  | -2 |
| 5 | НАО               | 2 | 4 | 0 | 2 | 2 | 4  | 6  | -2 |

| 11 січня 1967 |

| Ямайка | 1–1 | Нідерландські Антильські острови |
| ------ | --- | -------------------------------- |
|        |     |                                  |

| Ямайка |

| 12 січня 1967 |

| Куба | 1–1 | Гаїті |
| ---- | --- | ----- |
|      |     |       |

| Ямайка |

| 13 січня 1967 |

| Тринідад і Тобаго | 2–1 | Нідерландські Антильські острови |
| ----------------- | --- | -------------------------------- |
| Смолл Арчібальд   |     | Перес                            |

| Ямайка |

| 14 січня 1967 |

| Ямайка | 2–1 | Куба |
| ------ | --- | ---- |
|        |     |      |

| Ямайка |

| 16 січня 1967 |

| Гаїті | 4–2 | Тринідад і Тобаго |
| ----- | --- | ----------------- |
|       |     |                   |

| Ямайка |

| 17 січня 1967 |

| Нідерландські Антильські острови | 2–2 | Куба          |
| -------------------------------- | --- | ------------- |
| Діркс Перес                      |     | Ернандес Міко |

| Ямайка |

| 18 січня 1967 |

| Ямайка | 1–1 | Тринідад і Тобаго |
| ------ | --- | ----------------- |
|        |     |                   |

| Ямайка |

| 19 січня 1967 |

| Гаїті | 1–0 | Нідерландські Антильські острови |
| ----- | --- | -------------------------------- |
|       |     |                                  |

| Ямайка |

| 20 січня 1967 |

| Тринідад і Тобаго | 2–1 | Куба |
| ----------------- | --- | ---- |
|                   |     |      |

| Ямайка |

| 21 січня 1967 |

| Ямайка | 0–1 | Гаїті |
| ------ | --- | ----- |
|        |     |       |

| Ямайка |

Гаїті та Тринідад і Тобаго отримали путівки у фінальний турнір.

## Група 2
Всі матчі проходили у місті Гватемала.
| М | Збірна    | О | І | В | Н | П | ГЗ | ГП | РГ |
| - | --------- | - | - | - | - | - | -- | -- | -- |
| 1 | Гватемала | 4 | 2 | 2 | 0 | 0 | 6  | 2  | +4 |
| 2 | Нікарагуа | 2 | 2 | 1 | 0 | 1 | 4  | 4  | 0  |
| 3 | Панама    | 0 | 2 | 0 | 0 | 2 | 2  | 6  | -4 |

| 13 лютого 1967 |

| Гватемала | 3–1 | Панама |
| --------- | --- | ------ |
|           |     |        |

| Гватемала |

| 15 лютого 1967 |

| Гватемала | 3–1 | Нікарагуа |
| --------- | --- | --------- |
|           |     |           |

| Гватемала |

| 17 лютого 1967 |

| Панама | 1–3 | Нікарагуа |
| ------ | --- | --------- |
|        |     |           |

| Гватемала |

Гватемала і Нікарагуа отримали путівки у фінальний турнір.